# Epilampra shelfordi
Epilampra shelfordi är en kackerlacksart som beskrevs av Morgan Hebard 1919. Epilampra shelfordi ingår i släktet Epilampra och familjen jättekackerlackor.
Artens utbredningsområde är Colombia. Inga underarter finns listade i Catalogue of Life.